# 광과민성 발작
광과민성 발작(光過敏性發作, Photosensitive epilepsy, PSE)은 오랜 시간 불규칙적으로 깜박거리는 광원에 자극받아 생기는 간질 발작이다. 닌텐도 증후군이라고도 하는데 오락 프로그램인 닌텐도 게임 중에 발작을 일으킨 경우가 많아 붙여진 이름이다.

## 증상
증상은 게임 도중 갑자기 의식을 잃고 쓰러지면서 눈과 입이 돌아가며 발작을 일으키다 잠시 후 깨어난다. 간질병적 요소가 잠재되어 있는 사람에게 잘 나타나는데, 간질환자의 2~3%, 10~13세 사이에서 가장 많이 발견된다. 발작 시에는 광과민적 요소들(텔레비전, 게임기, PC 등)을 즉시 중단해야 발작증세가 멎는다.

## 포켓몬 발작 사건
포켓몬스터 '제38화 전뇌 전사 폴리곤'의 후반에서 지우 일행이 빨간색, 파란색 섬광이 번쩍거리는 사이버 공간의 폭발로부터 탈출할 때 강한 점멸이 발생했다. 이로 인하여 750여 명의 어린이들이 광과민성 발작을 일으켜 병원에 실려갔다. 당시 제38화는 원본이 폐기됨과 함께 방영이 금지되었다. 또한 이 사건으로 인해 포켓몬스터는 「가장 많은 사람들에게 발작을 일으킨 TV 프로」로 기네스북에 등록되었다.
실제 이로 인해 포켓몬의 화수가 대거 변경되는 사태가 있게 된다.

## 같이 보기
- 간질
- 닌텐도
- 포켓몬스터
- 비디오 게임